# Joanne Woodward
Joanne Gignillat Woodward (Thomasville, Geòrgia, Estats Units, 27 de febrer de 1930) és una actriu estatunidenca guanyadora d'un Oscar a la millor actriu el 1957. Va estar casada amb Paul Newman des de l'any 1958 fins a la mort d'aquest, el 2008, formant així una de les parelles més estables de Hollywood.

## Carrera
Woodward va estudiar a la Universitat de Louisiana, on va participar en produccions teatrals.
Per a desenvolupar les seves inquietuds interpretatives es va mudar a principis dels anys 50 a Nova York. Va estudiar en diverses acadèmies de la ciutat i va actuar en algunes obres teatrals a Broadway i en sèries de televisió. Va aconseguir signar un contracte amb la 20th Century Fox i actuar en la pel·lícula Count Three and Pray. A partir de llavors va actuar sobretot en pel·lícules dramàtiques. Va rebre l'Oscar a la millor actriu per la seva interpretació en The Three Faces of Eve. Va aconseguir el Premi a la interpretació femenina (Festival de Cannes) pel paper de Beatrice a The Effect of Gamma Rays on Man-in-the-Moon Marigolds de Paul Newman.

## Filmografia
| Any  | Pel·lícula                                            | Paper                           | Notes |
| ---- | ----------------------------------------------------- | ------------------------------- | --- |
| 1955 | Count Three and Pray                                  | Lissy                           | |
| 1956 | A Kiss Before Dying                                   | Dorothy "Dorie" Kingship        | |
| 1957 | The Three Faces of Eve                                | Eve White / Eve Black / Jane    | Oscar a la millor actriu Globus d'Or a la millor actriu dramàtica Nominada − BAFTA a la millor actriu                                                                  |
| 1957 | No Down Payment                                       | Leola Boone                     | Nominada − BAFTA a la millor actriu |
| 1958 | El llarg i càlid estiu                                | Clara Varner                    | |
| 1958 | Rally 'Round the Flag, Boys!                          | Grace Oglethorpe Bannerman      | |
| 1959 | The Sound and the Fury                                | Quentin Compson/Narradora       | |
| 1959 | The Fugitive Kind                                     | Carol Cutrere                   | Premi Zulueta a la millor actriu al Festival Internacional de cinema de Sant Sebastià                                                                                  |
| 1960 | From the Terrace                                      | Mary St. John/Mrs. Alfred Eaton | |
| 1961 | Paris Blues                                           | Lillian Corning                 | |
| 1963 | The Stripper                                          | Lila Green                      | |
| 1963 | A New Kind of Love                                    | Samantha "Sam" Blake/Mimi       | Nominada − Globus d'Or a la millor actriu musical o còmica |
| 1964 | Signpost to Murder                                    | Molly Thomas                    | |
| 1966 | El destí també juga                                   | Mary                            | |
| 1966 | A Fine Madness                                        | Rhoda Shillitoe                 | |
| 1968 | Rachel, Rachel                                        | Rachel Cameron                  | Globus d'Or a la millor actriu dramàtica Nominada − Oscar a la millor actriu Nominada − BAFTA a la millor actriu                                                       |
| 1969 | Winning                                               | Elora Capua                     | |
| 1970 | WUSA                                                  | Geraldine                       | |
| 1971 | El detectiu i la doctora (They Might Be Giants)       | Dr. Mildred Watson              | |
| 1971 | All the Way Home                                      | Mary Follet                     | TV |
| 1972 | The Effect of Gamma Rays on Man-in-the-Moon Marigolds | Beatrice                        | Premi a la interpretació femenina (Festival de Cannes) Nominada − Globus d'Or a la millor actriu dramàtica                                                             |
| 1973 | Summer Wishes, Winter Dreams                          | Rita Walden                     | BAFTA a la millor actriu Nominada − Oscar a la millor actriu Nominada − Globus d'Or a la millor actriu dramàtica                                                       |
| 1975 | Amb l'aigua al coll (The Drowning Pool)               | Iris Devereaux                  | |
| 1976 | Sybil                                                 | Dr. Cornelia B. Wilbur          | TV Nominada − Primetime Emmy a la millor actriu en especial dramàtic o còmic                                                                                           |
| 1977 | Come Back, Little Sheba                               | Lola Delaney                    | TV |
| 1978 | See How She Runs                                      | Betty Quinn                     | TV Primetime Emmy a la millor actriu en especial dramàtic o còmic |
| 1978 | The End                                               | Jessica Lawson                  | |
| 1978 | A Christmas to Remember                               | Mildred McCloud                 | TV |
| 1979 | The Streets of L.A.                                   | Carol Schramm                   | TV |
| 1980 | The Shadow Box                                        | Beverly                         | TV |
| 1981 | Crisis at Central High                                | Elizabeth Huckaby               | TV Nominada − Globus d'Or a la millor actriu de minisèrie o telefilm Nominada − Primetime Emmy a la millor actriu en sèrie o especial                                  |
| 1982 | Candida                                               | Candida                         | TV |
| 1984 | Harry i fill                                          | Lilly                           | |
| 1984 | Passions                                              | Catherine Kennerly              | TV |
| 1985 | Do You Remember Love                                  | Barbara Wyatt-Hollis            | TV Primetime Emmy a la millor actriu en sèrie o especial Nominada − Globus d'Or a la millor actriu de minisèrie o telefilm                                             |
| 1986 | Women - for America, for the World                    |                                 | Curt documental |
| 1987 | The Glass Menagerie                                   | Amanda Wingfield                | |
| 1990 | Mr. and Mrs. Bridge                                   | India Bridge                    | Nominada − Oscar a la millor actriu Nominada − Globus d'Or a la millor actriu dramàtica                                                                                |
| 1993 | Foreign Affairs                                       | Vinnie Miner                    | TV |
| 1993 | Blind Spot                                            | Nell Harrington                 | TV Nominada − Primetime Emmy a la millor actriu en minisèrie o especial                                                                                                |
| 1993 | L'edat de la innocència (The Age of Innocence)        | Narradora                       | Veu |
| 1993 | Philadelphia                                          | Sarah Beckett                   | |
| 1994 | Breathing Lessons                                     | Maggie Moran                    | TV Globus d'Or a la millor actriu de minisèrie o telefilm Nominada − Primetime Emmy a la millor actriu en minisèrie o especial                                         |
| 1996 | Even If a Hundred Ogres...                            | Narradora                       | Veu |
| 2005 | Empire Falls                                          | Francine Whiting                | TV Nominada − Globus d'Or a la millor actriu secundària en sèrie, minisèrie o telefilm Nominada − Primetime Emmy a la millor actriu secundària en minisèrie o especial |
| 2013 | Lucky Them                                            | Doris                           | Veu |